# Erwin Koch

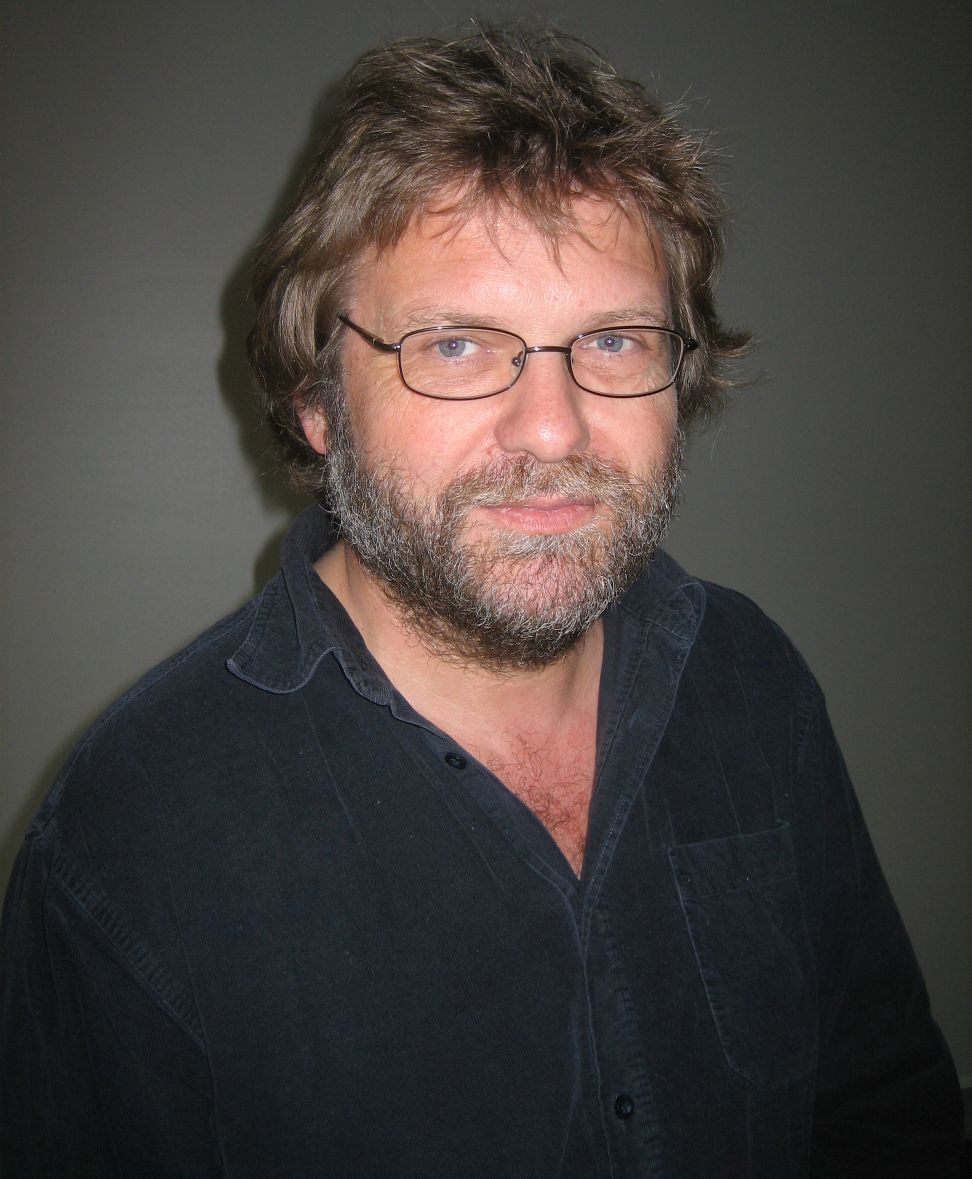
Erwin Koch, 2007

Erwin Koch (* 12. November 1956 in Hitzkirch) ist ein Schweizer Journalist und Schriftsteller.

## Leben
Erwin Koch ist promovierter Jurist. Er war von 1984 bis 1990 als Redaktor und von 2002 bis 2006 als Reporter für Das Magazin des Tages-Anzeigers tätig. Dazwischen schrieb er u. a. für Die Zeit, Geo, Brigitte und das Frankfurter Allgemeine Zeitung Magazin. Von 1999 bis 2002 war er Reporter beim Spiegel. Seit 2007 arbeitet er als freischaffender Reporter. Zuletzt erschienen 2011 und 2013 von ihm Bände mit Reportagen aus aller Welt. Das Themenspektrum reicht von existenziellen Krankheitserlebnissen, Tod, Trennung bis zu tragischem Suchen nach Selbstbestimmung, etwa jener emigrierten Uiguren, die 2001 irrtümlich im Gefangenenlager Guantanamo landeten.

## Auszeichnungen
- 1989: 2. Egon-Erwin-Kisch-Preis für Falls Roads (Tages-Anzeiger)
- 1992, 1995: Zürcher Journalisten-Preis
- 1996: 1. Egon-Erwin-Kisch-Preis für Der Mensch Paul (Das Magazin)
- 1997: Hörspiel des Monats August für  Jernigan
- 2003: Mara-Cassens-Preis für Sara tanzt
- 2003: Hörspielpreis der Stiftung Radio Basel für Unstern
- 2024: Hörspiel des Monats Februar für Fünf beste Tage

## Werke
- Eidgenössische Filmförderung. ADAG, Zürich 1980 (Dissertation, Universität Freiburg).
- Unser Jahrhundert: Die Schweiz gestern und heute zusammen mit Georg Stärk. Mondo, Lausanne 1991, ISBN 2-88168-241-3.
- Vor der Tagesschau, an einem späten Sonntagnachmittag. Wahre Geschichte. Ammann, Zürich 1997, ISBN 3-250-10353-5. Taschenbuchausgabe: Fischer-Taschenbuch-Verlag, Frankfurt am Main 2004, ISBN 3-596-16452-4.
- Wir weinen nicht. Zeugnisse, Berichte, Reportagen. Rüffer & Rub, Zürich 2002, ISBN 3-907625-12-9. Taschenbuchausgabe: Dtv, München 2004, ISBN 3-423-20703-5.
- Sara tanzt. Roman. Nagel und Kimche, München/Zürich 2003, ISBN 3-312-00325-3. Taschenbuchausgabe: Fischer-Taschenbuch-Verlag, Frankfurt am Main 2005, ISBN 3-596-16379-X.
- Der Flambeur. Roman. Nagel & Kimche, München/Wien 2005, ISBN 3-312-00351-2. Taschenbuchausgabe: Fischer-Taschenbuch-Verlag, Frankfurt am Main 2007, ISBN 978-3-596-17356-3.
- Nur Gutes. Roman. Nagel & Kimche, München 2008, ISBN 978-3-312-00418-8.
- Ein Buch über die Welt. Das Kloster Disentis zusammen mit Giorgio von Arb (Photographien), Benteli, Bern/Sulgen/Zürich 2010, ISBN 978-3-7165-1596-9.
- Was das Leben mit der Liebe macht. Wahre Geschichten. Corso, Hamburg 2011, ISBN 978-3-86260-024-3.
- Von dieser Liebe darf keiner wissen. Wahre Geschichten. Nagel & Kimche, München/Wien 2013, 188 S.
- Steinegger. Eine Annäherung. Verlag NZZ, Suva 2013.

## Hörspiele
- 1997: Jernigan. The Visible Human Project zusammen mit Friedrich Bestenreiner, Regie: Ulrich Lampen, Komposition: Bert Wrede (SWR)
- 1999: Das langsame Sterben des Gottfried K. zusammen mit Friedrich Bestenreiner, Regie: Klaus-Dieter Pittrich (WDR)
- 2003: Unstern, Regie: Charles Benoit (DRS)
- 2004: Sara tanzt, Regie: Gottfried von Einem (Saarländischer Rundfunk)
- 2005: Halbkerf, Regie: Charles Benoit (DRS)
- 2006: Der Kongress, Regie: Charles Benoit (DRS)
- 2013: Angela und Andrej (SWR)
- 2014: Agnes und ihr Kind zusammen mit Friedrich Bestenreiner, Regie: Harald Krewer (ORF)
- 2024: Fünf beste Tage, Regie: Stefan Weber (SRF)